# Загадочный человек
«Зага́дочный челове́к» — очерк Николая Лескова, опубликованный в 1870 году в газете «Биржевые ведомости» (№ 51; 54; 56; 58; 60; 64; 66; 68; 76; 78) без подписи под названием «Загадочный человек. Очерк из истории комического времени на Руси». Отдельное и дополненное издание появилось в 1871 году под псевдонимом Н. С. Лесков-Стебницкий: «Загадочный человек. Эпизод из истории комического времени на Руси». С письмом автора к Ивану Сергеевичу Тургеневу. Переиздано под названием «Загадочный человек» в Полном собрании сочинений Н. С. Лескова, 1889 год, т. 8, стр. 3-127.

## Сюжет
Документальный очерк «Загадочный человек» написан о биографии Артура Бенни — российского революционера, журналиста и переводчика, в конце жизни примкнувшего к гарибальдийским войскам и смертельно раненного в сражении под Римом. Лесков описывает биографию Бенни последовательно с детских лет и до трагической гибели в двадцативосьмилетнем возрасте. Он изобразил Бенни по своим личным впечатлениям, так как знал его в течение четырёх лет с 1861 по 1865 год, а также по воспоминаниям и документальным свидетельствам И. С. Тургенева, П. Д. Боборыкина и А. Н. Якоби.

## История создания
Впервые к образу Артура Бенни писатель обратился в своём раннем романе «Некуда» (1864 год), написанном по следам польского восстания 1863 года. Артур Бенни изображён там под именем социалиста Василия (Вильгельма) Райнера. В основу романа легла романтическая история Райнера и революционерки Лизы Бахаревой (прототип М. Н. Коптева), а также героическая борьба польских повстанцев, которая заканчивается трагической гибелью Райнера и Л. Бахаревой. Образ Райнера оказался пророческим: спустя три года после выхода романа Артур Бенни действительно героически погиб — в битве гарибальдийских отрядов за Рим при Ментане против объединённых отрядов французов и папских войск он был смертельно ранен. Этой смерти (1867 год) предшествовало детство в Польше, юность в Великобритании, чьим подданным Артур Бенни стал в 1857 году, знакомство с Герценом, желание принять участие в революционном переустройстве России, роль герценовского эмиссара в Петербурге и Москве в 1861 году, история клеветнического навета, когда Бенни был объявлен в российских революционных кружках агентом III Отделения.

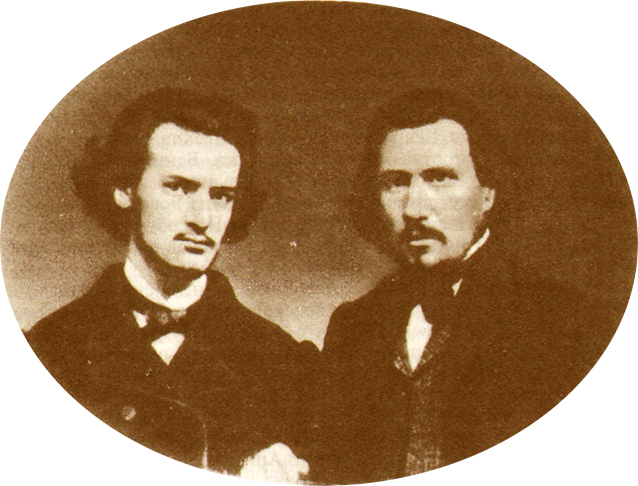
Артур Бенни (слева) и Николай Лесков, 1861—1862

Лесков повествует, как Бенни не отчаялся и не разочаровался в России, несмотря на все невзгоды («процесс-32» над «лицами, обвиняемыми в сношениях с лондонскими пропагандистами», безденежье и долговая тюрьма, высылка из страны), он с сочувствием показывает бескорыстие, благородство и искренность устремлений молодого революционера, одновременно в мрачных красках изображая образы российских псевдореволюционеров, его окружающих, в первую очередь Андрея Ничипоренко (в романе «Некуда» — Пархоменко), который, согласно версии Лескова, и являлся источником жестокой сплетни о шпионаже, омрачившей жизнь английского юноши. Писатель показывает путь публициста и переводчика, — Артур Бенни стал журналистом уже в России. Лесков изображает наивную веру Бенни в российскую крестьянскую общину, долженствующую стать зародышем будущего социалистического строя по мысли социалиста.
Вера Бенни в Россию, в страну, которая, по его мысли, может первой избавиться от эксплуатации и пролетариата, не разрушилась даже после того, когда Бенни был выслан из страны. Он обратился к русскому правительству разрешить ему стать полноправным гражданином страны, но согласия от шефа жандармов П. А. Шувалова так и не получил, а спустя три месяца погиб. Русские газеты, опубликовавшие некролог Бенни, вспомнили прежние слухи об агентурном служении Артура. В его защиту сперва вступился И. С. Тургенев. Вслед за ним Николай Лесков также решил высказать своё мнение о честном имени трагически погибшего социалиста. Из письма А. П. Милюкову: «Некою порою я знал в Петербурге некоего «неразгаданного человека» Артура Бенни. Он убит при Ментане, и его интереснейшая история, мною в своё время описанная, может быть оглашена. Это вещь пряная и забористая и, кажется, очень интересная. Шуму она может возбудить множество». В другом письме он говорил: «Я бьюсь из-за того, чтобы нанести удар и восстановить доброе имя оклеветанного человека».

## Реакция
Реакция современников на этот очерк была негативной. Произведение под названием «Шпион. Эпизод из истории комического времени на Руси», написанное в 1869 году, автор пытался опубликовать в консервативном журнале «Русский вестник» М. Н. Каткова, но получил отказ. Затем он пытался пристроить очерк в «Сыне отечества», для чего написал письмо его редактору А. П. Милюкову: «Некоею порою я знал в Петербурге некоего „неразгаданного человека“ Артура Бенни. Он убит при Ментане, и его интереснейшая история, мною в свое время писанная, может быть оглашена. Это вещь пряная и забористая и, кажется, очень интересная. Шуму она может возбудить множество. Я её хотел бы напечатать в газете, но с газетами петербургскими совсем не имею связей. Не хотите ли посмотреть эту вещь?»
Судя по тому, что в «Сыне отечества» очерк не появился, Милюков также был вынужден отказать Н. С. Лескову. В. П. Буренин, А. С. Суворин, В. И. Кельсиев назвали памфлет Н. С. Лескова клеветой на движение шестидесятников, обвинили в непонимании сути революционного движения, карикатурном изображении его выдающихся деятелей, недоброжелательстве и тенденциозности отдельных характеристик. Кельсиев в качестве одного из персонажей книги восстал против эпитета «комического времени» как характеристики начала 1860-х годов, делая упор на серьёзности устремлений её ведущих представителей, заслуживающих более уважительного отношения и менее глумливого тона. Лесков в последующих переизданиях вынужден был снять свой подзаголовок «Эпизод из истории комического времени на Руси», но при этом предвзятость прочих характеристик, острота памфлета и полемическая тенденциозность была им сохранена.